# Akihiro Ienaga
Akihiro Ienaga (家長 昭博, Ienaga Akihiro), dit Aki, né le 13 juin 1986 à Nagaokakyō, est un footballeur international japonais. Il joue actuellement au poste de milieu offensif ou d'Ailier droit au Kawasaki Frontale.

## Biographie
Le 25 février 2023, Akihiro Ienaga dispute son 400e match officiel en Championnat du Japon de football
Le 7 septembre 2024, Akihiro Ienaga dispute son 450e match officiel en Championnat du Japon de football
Le 27 avril 2025, Akihiro Ienaga dispute son 350e match officiel avec le club du Kawasaki Frontale
Le 30 avril 2025, Akihiro Ienaga donne la victoire a son club le Kawasaki Frontale face au club d'Arabie saoudite Al-Nassr Football Club but marqué a la 76e minute de jeu victoire 3-2 lors de la demi final de la Ligue des champions d'Asie. 

## Palmarès
- Gamba Osaka
  - Champion de J.League en 2005 et 2007.

- Ulsan Hyundai FC
  - Vainqueur de la Ligue des champions de l'AFC en 2012.

- Kawasaki Frontale
  - Champion de J.League en 2017, 2018 et 2020
  - Vainqueur de la Coupe du Japon en 2020
  - Vainqueur de la Supercoupe du Japon en 2021